# Champion Sound
Champion Sound è un album collaborativo del duo di produttori hip hop statunitensi J Dilla e Madlib, Jaylib, pubblicato il 7 ottobre 2003 e distribuito da Stones Throw Records e PIAS per i mercati di Stati Uniti, Regno Unito ed Europa. Il disco arriva anche in Australia nel 2004, commercializzato da Basement Digs.
Nel 2010, Black Milk inserisce l'album tra i migliori dieci dell'ultimo decennio. Nel 2015, la rivista britannica Fact lo classifica 41º nella sua lista dei "100 migliori album indie hip hop di sempre". Nello stesso anno, anche HipHopDX inserisce Champion Sound nella sua lista dei "30 migliori album underground hip hop dal 2000".
| Recensione      | Giudizio   |
| --------------- | ---------- |
| AllMusic        | [ 1 ]      |
| The A.V. Club   | misto      |
| Exclaim!        | favorevole |
| Pitchfork       | [ 7 ]      |
| Stylus Magazine | A          |
| HipHopDX        | [ 9 ]      |

## Tracce
1. L.A. to Detroit – 1:19 (musica: J Dilla, Madlib)
2. McNasty Filth (featuring Frank-N-Dank) – 2:55 (musica: Madlib)
3. Nowadayz – 3:08 (musica: J Dilla)
4. Champion Sound – 2:23 (musica: Madlib)
5. The Red – 3:14 (musica: J Dilla)
6. Heavy – 3:46 (musica: Madlib)
7. Raw Shit (featuring Talib Kweli) – 3:08 (musica: J Dilla)
8. The Official – 3:31 (musica: Madlib)
9. The Heist – 3:05 (musica: J Dilla)
10. The Mission – 2:24 (musica: Madlib)
11. React (featuring Quasimoto) – 2:45 (musica: J Dilla)
12. Strapped (featuring Guilty Simpson) – 3:13 (musica: Madlib)
13. Strip Club (featuring Quasimoto) – 2:50 (musica: J Dilla)
14. The Exclusive (featuring Percee P) – 1:23 (musica: J Dilla)
15. Survival Test – 3:55 (musica: Madlib)
16. Starz – 3:03 (musica: J Dilla)
17. No Games – 1:47 (musica: Madlib)
18. Raw Addict – 3:02 (musica: J Dilla)
19. Ice – 1:17 (musica: Madlib)
20. Pillz – 3:05 (musica: J Dilla)

Durata totale: 55:13